# ベントレー
ベントレー・モーターズ（Bentley Motors Limited）は、イギリスの高級車の製造・販売会社で、1998年からフォルクスワーゲングループの傘下に入っている。名称は創業者のウォルター・オーウェン・ベントレー（W.O.）にちなむ。

## 歴史

### 独立会社時代（1919年-1931年）

#### ベントレーモーターズ設立
1919年8月、ウォルター・オーウェン・ベントレーはベントレー・モーターズをロンドンのクリックルウッドに設立。その後、1924年-1930年にル・マン24時間レースで5回の優勝を飾るなどモータースポーツで名を上げ、高性能スポーツカーメーカーとして世界の富裕層に好んで使用された。しかしその翌年の1931年にロールス・ロイスに買収され、レース活動が封印された。

#### ベントレー・ボーイズ
1923年に始まったル・マン24時間レースにベントレーのファクトリーチームとして参戦したドライバーを指す。多くは大富豪の子孫だった。1930年の撤退までに5回の総合優勝を果たした彼らの勇猛果敢な活躍、人間的な魅力、勝利への執念は現在に至るまで語り継がれている。
- ジョン・ジャック・ダフ（ベントレー・ディーラー経営、白洲次郎は彼の店で購入した）
- J.B.ベンジャフィールド（細菌学者）
- ウルフ・バーナート（実業家の息子、1927年ベントレー社の会長に就任）
- ジョージ・デュラー
- サミー・デイヴィス（後年モータージャーナリスト）
- バーナード・ルービン
- ヘンリー"ティム"バーキン（南アフリカの車メーカー"バーキン"創始者の祖父、アルファロメオでもル・マン優勝）
- グレン・キッドストン
- ジャック/クライヴ・ダンフィー兄弟
- フランク・クレメント（ベントレー社チーフテストドライバー）

### ロールス・ロイス時代（1931年-1998年）

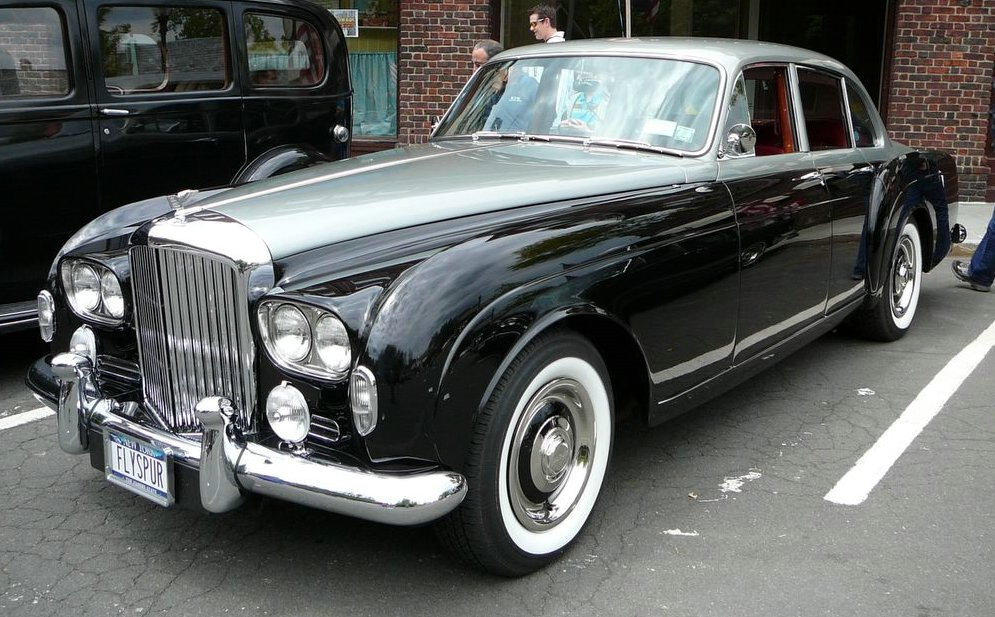
S2コンチネンタル・フライングスパー

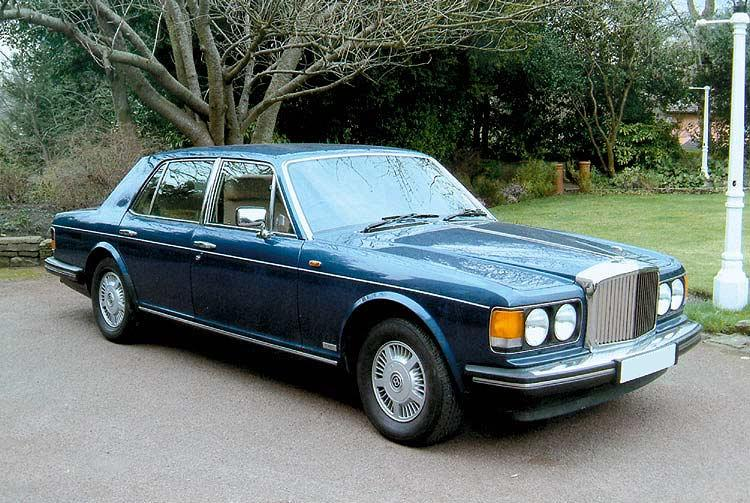
ミュルザンヌ

1920年代後半の世界恐慌によりベントレー・モーターズは経営不振に陥った。ネイピアと合併交渉が進んでいたが、ライバルであるネイピアとベントレーの合併を恐れたロールス・ロイスが偽名を使って買収、1931年に吸収合併された。その後W.Oは1935年にラゴンダに移籍し1935年のル・マン24時間レースで再び勝利したが、アストンマーティンのディビッド・ブラウンがウォルター・オーウェン・ベントレーを欲したためにラゴンダごと買収され、W.OはDBシリーズの直列6気筒エンジンを設計した。
ウォルター・オーウェン・ベントレーがいなくなった後のベントレーはロールス・ロイスのモデルとのバッジエンジニアリング化が進み、第二次世界大戦後にかけてロールス・ロイスのオーナーカー版としてベントレーは姉妹車化され、その後はオーナーカー用のスポーティーモデルとして、ロールス・ロイスとの差別化が計られた。

1971年、親会社であったロールス・ロイス社（Rolls-Royce Limited ）は倒産、イギリス国有化された。1973年ロールス・ロイス社のうちベントレーを含む自動車部門のみが分離され、同国を代表する製造メーカーであったヴィッカースに売却された。1992年にはBMWとの提携を開始、ベントレー・アルナージに搭載されるV型8気筒エンジンの供給を受けるなどした。

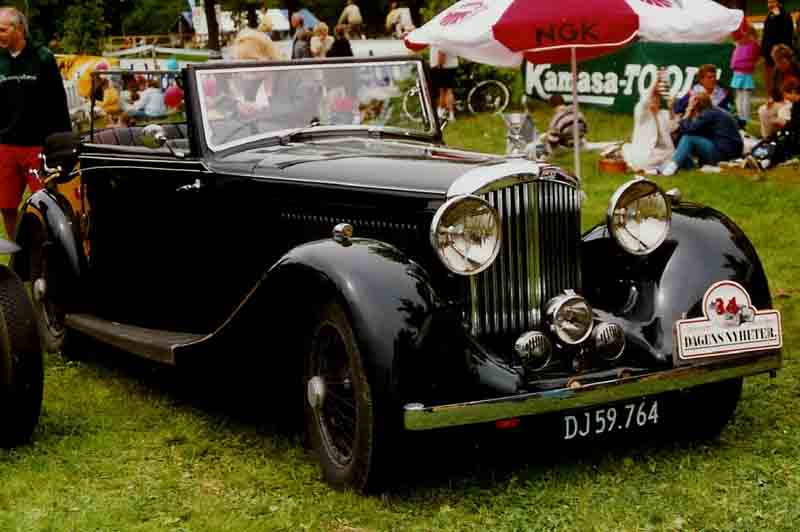
3.5ドロップヘッドクーペ

### フォルクスワーゲングループ時代（1998年-）

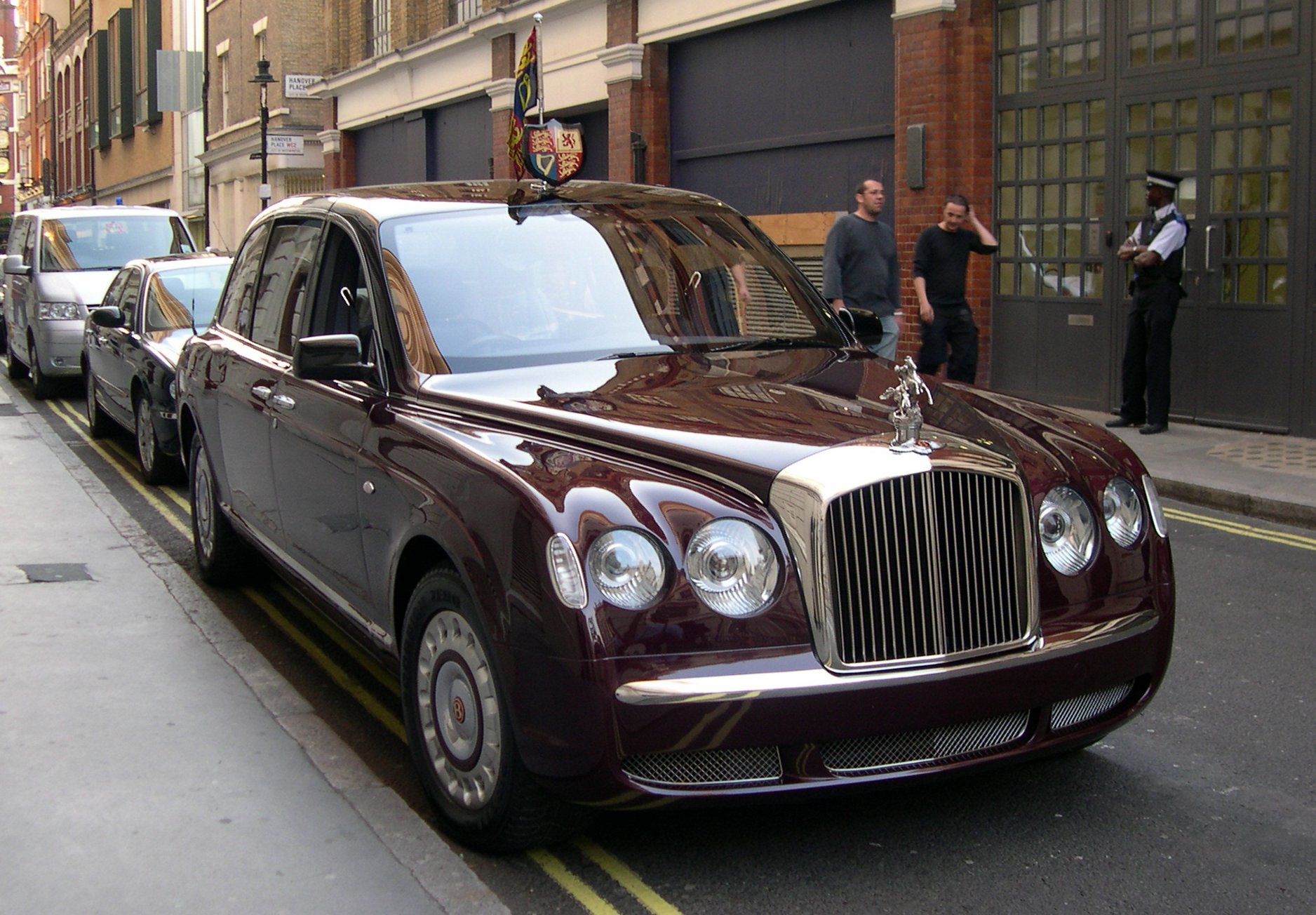
ステートリムジン

1998年、ヴィッカースはロールス・ロイス（ベントレーを含む）の売却を決定、ドイツのフォルクスワーゲングループがその買収に成功した。この際、同じく買収を試みたBMWとのあいだにトラブルが生じたが、ベントレーについてはフォルクスワーゲンが所有、ロールス・ロイスは2002年までフォルクスワーゲンが生産・販売し、2003年1月からはその権利がBMWに移動することで決着した。
2004年に登場した2ドアクーペの「コンチネンタルGT」は、フォルクスワーゲン・フェートンと大幅なパーツ共有化を図られている。ベントレーの生産は2008年、史上最大である年間10,000台規模に成長した後、翌2009年には年間5,000台規模にまで急減した。

#### 王室専用車
2002年にエリザベス2世即位50周年祝賀記念としてベントレー・ステートリムジンがイギリス自動車業界協会より進呈され、以後エリザベス2世女王の公務専用車として使用されている。ベントレーがイギリス王室のメンバーの私用車として使用されたことはあったが、元首の公務専用車として使用されたのは史上初めてのことである。

#### モータースポーツ復帰

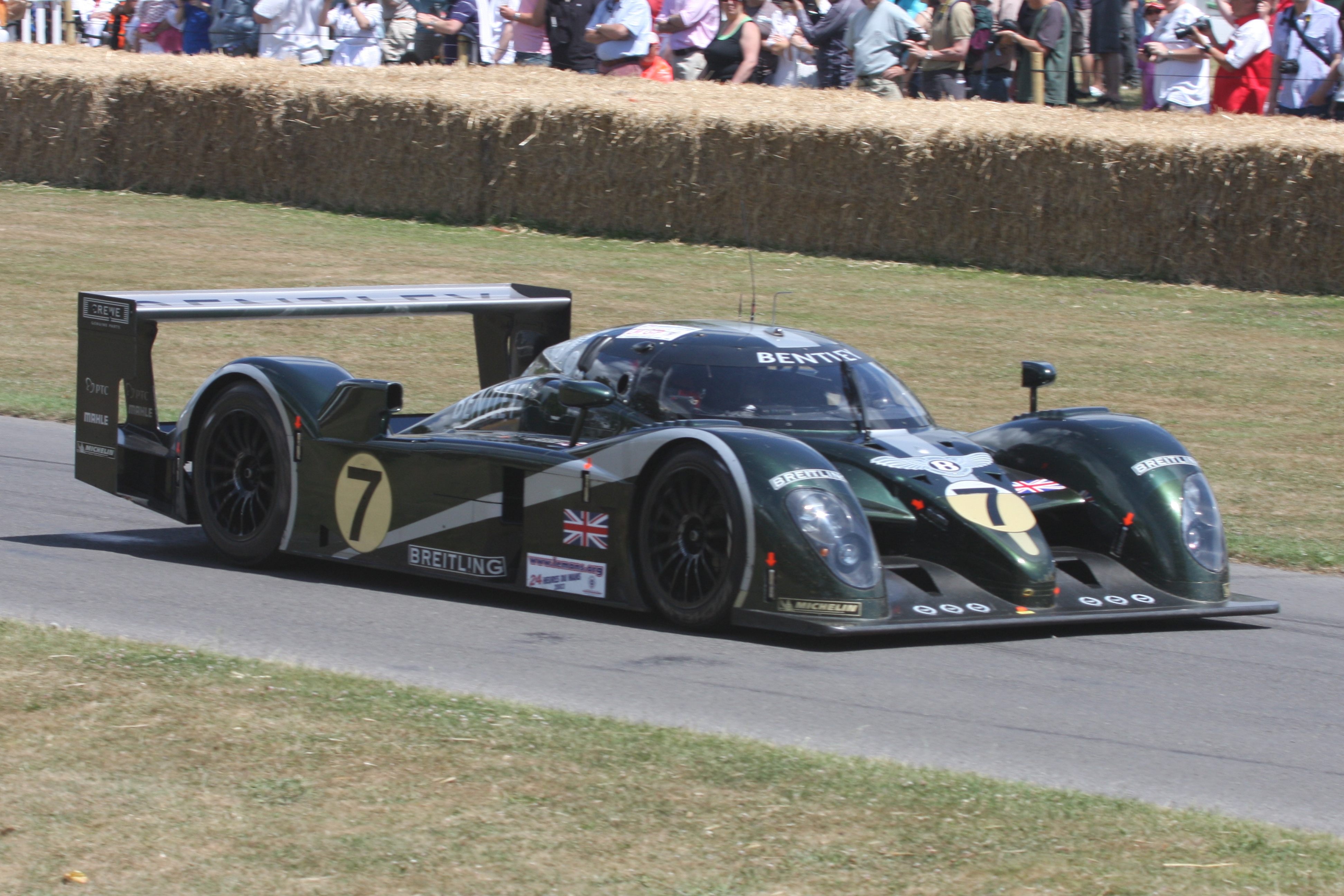
ベントレー・スピード8

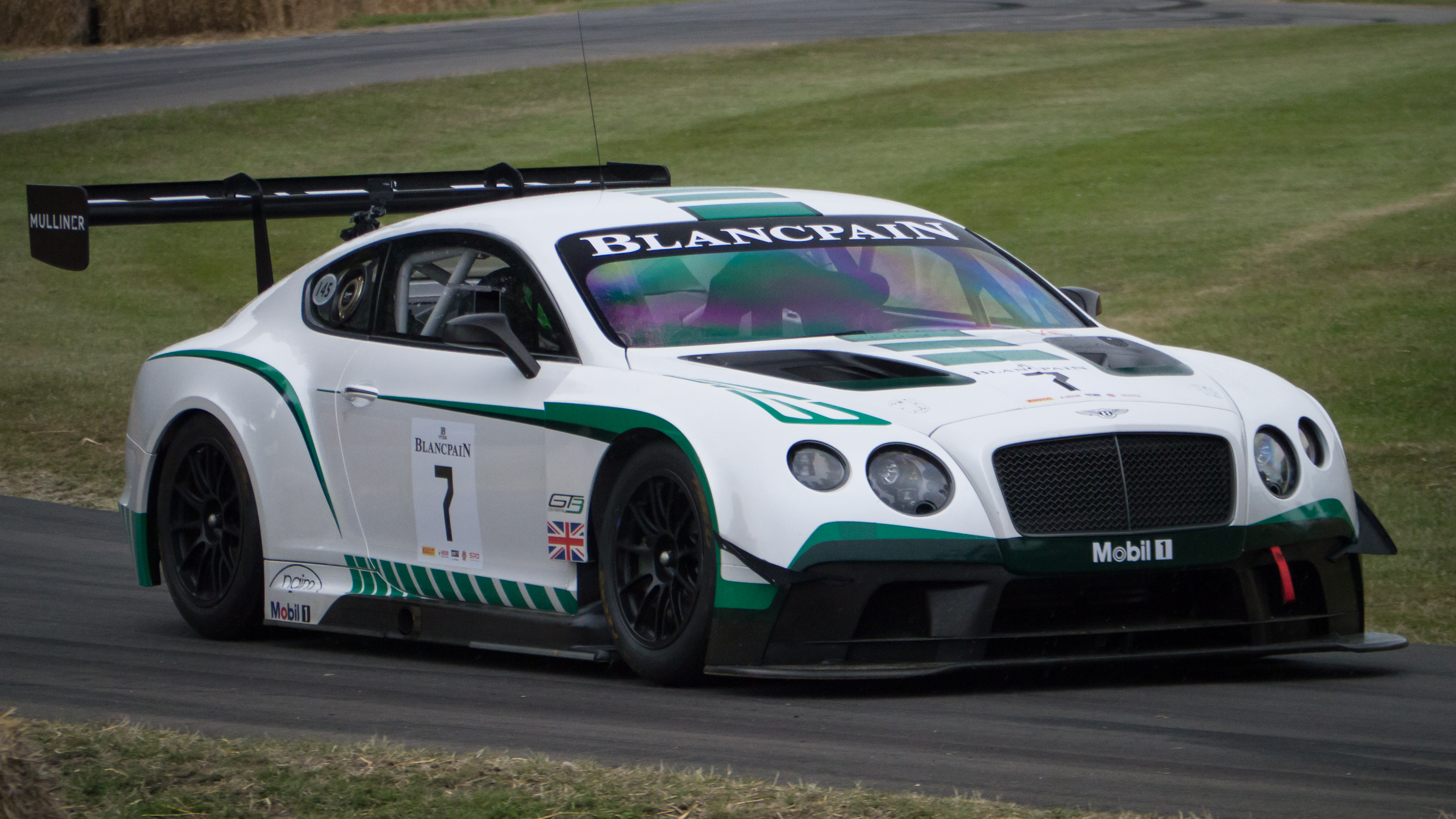
ベントレー・コンチネンタルGT3

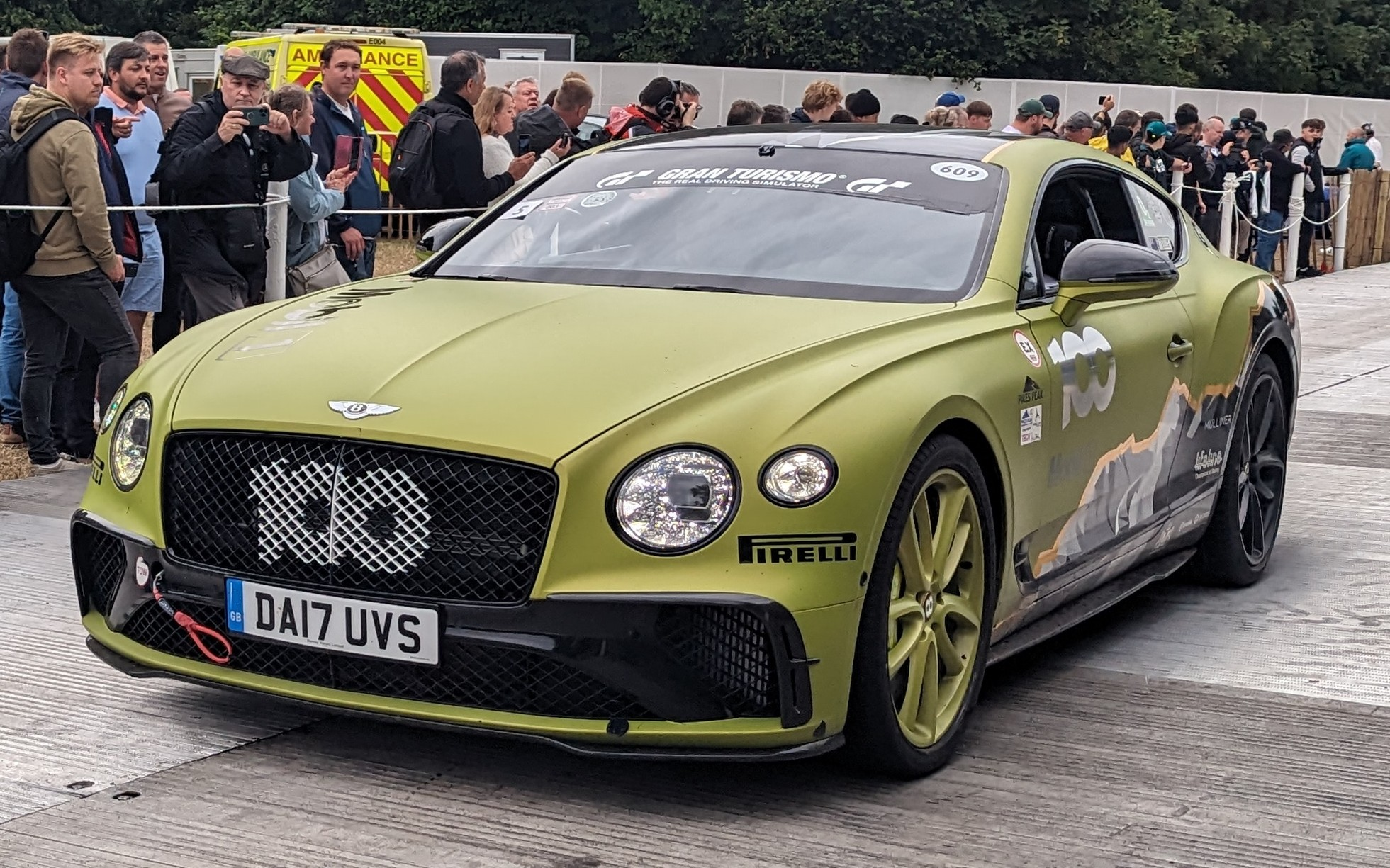
コンチネンタルGTパイクスピーク（2019年大会）

2001年にベントレーはEXP スピード8でモータースポーツに復帰。参戦3年目となる2003年のル・マン24時間レースにおいて、21世紀になってから初めて、通算では6度目の総合優勝を成し遂げている。なお、スピード8はアウディ傘下のRTN（旧トムスGB）により新設計され、当初はアウディ・R8Cのエンジンを搭載していたが、2002年からオリジナルのエンジンに変更した。
グループGT3規定には、Mスポーツの設計・チームオペレーションとピポ・モチュールのエンジンチューニングによって、コンチネンタルGT3で参入。IGTC（インターコンチネンタルGTチャレンジ）はじめとする各地のGTレースに参戦し、GTワールドチャレンジ・ヨーロッパではチャンピオンを獲得した。本社の電動化戦略の発表に伴い、2020年をもって、7年間のワークス活動に幕を下ろした。
2018年～2021年には、リース・ミレンをドライバーとして北米のパイクスピーク・ヒルクライムにも参戦。2018年はクロスオーバーSUVのベンテイガで10分49秒902でエキシビションクラス2位を、2019年はコンチネンタルGTで同クラス1位を獲得。2021年はバイオ燃料仕様にしたコンチネンタルGT3を投入。悪天候により短縮コースとなったが、純ガソリン車以外の全てのSDGs車両（フルEVなど）の中で最速タイムを叩き出しクラス2位に入った。

## 車種

### 現行車種一覧
| エクステリア | シリーズ名                          | シリーズ名 | ボディ形状     | セグメント  | 概要                                              |
| ------------ | ----------------------------------- | --- | -------------- | ----------- | ------------------------------------------------- |
|              | ベンテイガ (Bentayga)               | ベンテイガ ベンテイガ A ベンテイガ S ベンテイガ アズール ベンテイガ アズール ニンバス コレクション ベンテイガ S ブラックエディション                                         | 5ドアSUV       | Fセグメント | 5ドアのSUV。現行モデルは2015年に発表された1代目。 |
|              | ベンテイガEWB (Bentayga EWB)        | ベンテイガ EWB ベンテイガ EWB A ベンテイガ EWB アズール ベンテイガ EWB マリナー                                                                                              | 5ドアSUV       | Fセグメント | 5ドアのSUV。現行モデルは2015年に発表された1代目。 |
|              | フライング・スパー (Flying Spur)    | フライングスパー フライングスパー S フライングスパー アズール フライングスパー マリナー                                                                                      | 4ドアセダン    | Fセグメント |                                                   |
|              | コンチネンタルGT (Continental GT)   | コンチネンタルGT コンチネンタルGT S コンチネンタルGT スピード コンチネンタルGT アズール コンチネンタルGTマリナー コンチネンタルGT アズール ラスト・オブ・ライン コレクション | 2ドア クーペ   | Eセグメント | コンチネンタルRの後継となる4シータークーペ。      |
|              | コンチネンタルGTC (Continental GTC) | コンチネンタルGTC コンチネンタルGTC S コンチネンタルGTC スピード コンチネンタルGTC アズール コンチネンタルGTC マリナー                                                       | 2ドア オープン | Eセグメント |                                                   |

### 過去の車種一覧
- 3リットル（1921年-1929年）
- 41⁄2リットル（1927年-1931年）
  - ブロワー
- 61⁄2リットル（1926年-1930年）
  - スピードシックス（1928年-1930年）
- 8リットル（1930年-1931年）
- 4リットル（1931年）

- 31⁄2リットル（1933年-1937年）
- 41⁄4リットル（1936年-1939年）
- マークV（1939年-1941年）
- マークVI（1946年-1952年）
- Rタイプ（1952年-1955年）
- Sタイプ（1955年-1965年）
- Tシリーズ（1965年-1980年）
- コーニッシュ（1971年-1984年）
  - コンチネンタル（1984年-1995年）- コンバーチブル
    - コンチネンタル・ターボ（1992年-1995年）
- カマルグ（1985年）- 1台のみ
- ミュルザンヌ（1980年-1987年）
  - ミュルザンヌL（1984年-1988年）- リムジン
  - ミュルザンヌ・ターボ（1982年-1985年）
  - ミュルザンヌS（1987年-1992年）
  - エイト（1984年-1992年）- 基本モデル
  - ターボR（1985年-1995年）- ハイパフォーマンスモデル
  - コンチネンタルR（1991年-2002年） - ターボチャージャー付き2ドアモデル
    - コンチネンタルRマリナー（1999年-2003年）‐ ハイパフォーマンスモデル
    - コンチネンタルS（1994年-1995年）‐ インタークーラー付き

  - ブルックランズ（1992年-1998年）‐ エイトの後継
    - ブルックランズR（1996年-1998年）‐ ブルックランズのハイパフォーマンスモデル

  - ターボS（1994年-1995年）- 限定ハイパフォーマンスモデル
  - ターボR（1995年-1997年）- '後期型'ターボR
  - アズール（1995年-2003年）- コンチネンタルRのコンバーチブル版
  - コンチネンタルT（1996年-2002年）‐ ショートホイールベースなハイパフォーマンスモデル
  - ターボRL（1997年-1998年）- '後期型'ターボRのロングホイールベース版
  - ターボRT（1997年-1998年）- ターボRLの後継
    - ターボRTマリナー（1997年-1998年）- 最高級パフォーマンスモデル
    - アズール・マリナー（1999年-2002年）- ハイパフォーマンスモデル
    - コンチネンタルTマリナー（1996年-2002年）- ハードサスペンション

- アルナージ（1998年-2009年）
- ステートリムジン（2002年）
- コンチネンタルGT（2003年-）
- コンチネンタル・フライング・スパー（2005年-）
- アズール（2006年-2010年）
- コンチネンタルGTC（2006年-）
- コンチネンタルGTスピード（2007年-）
- ブルックランズ（2008年-2011年）
- コンチネンタル・フライング・スパー・スピード（2008年-）
- コンチネンタルGTCスピード（2009年-）
- アズールT（2009年-2010年）
- アルナージ・ファイナルシリーズ（2009年）
- コンチネンタル・スーパースポーツ（2009年-）
- ザガート GTZ（2009年）
- ミュルザンヌ（2010年-2020年）
- フライング・スパー（2013年-）
- ベンテイガ（2015年-）
- マリナー・バカラル（2020年-）
- マリナー・バトゥール（英語版）（2022年-）

### コンセプトカー
- ジャバ (1994)
- ユーノディエール (1999)
- EXP 9 F (2014)
- ハイブリッド・コンセプト (2014)
- グランドコンバーチブル (2014)
- EXP 10 スピード6 (2015)
- EXP 12 スピード6e (2018)
- EXP 100 GT (2019)
- EXP 15 (2025)

## ベントレー・マリナー
ベントレー・マリナーはベントレー傘下のベントレー車をカスタマイズするための高級コーチビルダーである。第二次世界大戦前からヨーロッパ有数のコーチビルダーとして、ベントレーをはじめとするイギリスの高級車を扱っていたH・J・ミュリナー及びパークウォードは1962年に合併しミュリナー・パークウォードとなり、ロールス・ロイスに買収された。現在はベントレーの特別注文部門のベントレー・マリナーとして、顧客の好み通りにベントレーをカスタマイズさせることが可能となっている。
1980年代以降のベントレー2ドアモデルは、ほぼ全てがベントレー・マリナー製を標準としている。

## 日本における輸入販売
- 総輸入元
  - 2001年まで - コーンズ
  - 2002年から2003年まで - ロールスロイス＆ベントレーモーターカーズジャパン（フォルクスワーゲングループジャパンの一事業部）
  - 2003年以降 - ベントレーモーターズジャパン（フォルクスワーゲングループジャパンの一事業部）
- 販売店（2019年現在）
  - コーンズ（東京・大阪・神戸）
  - グロブナー（SKY GROUP/モトーレンニイガタ・横浜）
  - アイカーズ（名古屋）
  - コンクエスト（広島）
  - 北海道ブブ（札幌）
  - バージョングループ（福岡）